# Aptosimum welwitschii
Aptosimum welwitschii là một loài thực vật có hoa trong họ Huyền sâm. Loài này được Hiern mô tả khoa học đầu tiên năm 1898.